# Rajd Korsyki 2011
Rezultaty Rajdu Korsyki (54ème Tour de Corse-E.Leclerc), eliminacji Intercontinental Rally Challenge w 2011 roku, który odbył się w dniach 12 maja - 14 maja. Była to trzecia runda IRC w tamtym roku oraz trzecia asfaltowa. Bazą rajdu było miasto Ajaccio. Zwycięzcami rajdu została belgijska załoga Thierry Neuville i Nicolas Gilsoul jadąca Peugeotem 207 S2000. Wyprzedzili oni Czechów Jana Kopeckiego i Petra Starego w Škodzie Fabii S2000 oraz swoich rodaków Freddy'ego Loixa i Frédérica Miclotte'a w także w Škodzie Fabii S2000.
Rajdu nie ukończyło pięciu kierowców biorących udział w Intercontinental Rally Challenge. Francuz Bryan Bouffier w Peugeocie 207 S2000 miał wypadek na 14. oesie, a Brytyjczyk Guy Wilks jadący tym samym autem - na 4. oesie. Francuz Jean-François Succi (Škoda Fabia S2000) wycofał się na 12. oesie, a jego rodak Jean-Dominique Mattei (Peugeot 207 S2000) na 4. oesie. Z kolei Ukrainiec Ołeksij Tamrazow jadący Fordem Fiestą S2000 miał wypadek na 3. oesie

## Klasyfikacja ostateczna
| Miejsce                  | Zawodnik                 | Pilot                    | Samochód                 | Czas                     | Strata                   | Punkty                   |
| IRC (punktowane pozycje) | IRC (punktowane pozycje) | IRC (punktowane pozycje) | IRC (punktowane pozycje) | IRC (punktowane pozycje) | IRC (punktowane pozycje) | IRC (punktowane pozycje) |
| ------------------------ | ------------------------ | ------------------------ | ------------------------ | ------------------------ | ------------------------ | ------------------------ |
| 1.                       | Thierry Neuville         | Nicolas Gilsoul          | Peugeot 207 S2000        | 3:20:51.0                |                          | 25                       |
| 2.                       | Jan Kopecký              | Petr Starý               | Škoda Fabia S2000        | 3:21:06.5                | +15.5                    | 18                       |
| 3.                       | Freddy Loix              | Frédéric Miclotte        | Škoda Fabia S2000        | 3:21:53.6                | +1:02.6                  | 15                       |
| 4.                       | Pierre Campana           | Sabrina De Castelli      | Peugeot 207 S2000        | 3:24:50.1                | +3:59.1                  | 12                       |
| 5.                       | Bruno Magalhães          | Paulo Grave              | Peugeot 207 S2000        | 3:25:19.2                | +4:28.2                  | 10                       |
| 6.                       | Andreas Mikkelsen        | Ola Fløene               | Škoda Fabia S2000        | 3:25:21.1                | +4:30.1                  | 8                        |
| 7.                       | Julien Maurin            | Olivier Ural             | Ford Fiesta S2000        | 3:25:24.3                | +4:33.3                  | 6                        |
| 8.                       | Toni Gardemeister        | Tapio Suominen           | Škoda Fabia S2000        | 3:27:24.3                | +6:33.3                  | 4                        |
| 9.                       | Patrik Sandell           | Staffan Parmander        | Škoda Fabia S2000        | 3:29:19.8                | +8:28.2                  | 2                        |
| 10.                      | Jean-Mathieu Leandri     | Pierre-Marien Leonardi   | Peugeot 207 S2000        | 3:30:32.5                | +9:41.5                  | 1                        |

## Zwycięzcy odcinków specjalnych
| Dzień       | Odcinek | G. rozp. | Nazwa                               | Długość  | Zwycięzca         | Czas    | Lider rajdu      |
| ----------- | ------- | -------- | ----------------------------------- | -------- | ----------------- | ------- | ---------------- |
| 1 (12 maja) | SS1     | 14:03    | Le Fangu – Notre Dame de la Serra 1 | 27,53 km | Thierry Neuville  | 16:10.3 | Thierry Neuville |
| 1 (12 maja) | SS2     | 16:56    | Le Fangu – Notre Dame de la Serra 2 | 27,53 km | Thierry Neuville  | 15:57.7 | Thierry Neuville |
| 2 (13 maja) | SS3     | 09:10    | Erbajolo – Pont d'Altiani 1         | 25,15 km | Guy Wilks         | 15:10.1 | Thierry Neuville |
| 2 (13 maja) | SS4     | 10:58    | Barchetta – La Porta 1              | 23,24 km | Bryan Bouffier    | 15:32.8 | Bryan Bouffier   |
| 2 (13 maja) | SS5     | 12:06    | Taverna – Pont de Castirla 1        | 15,28 km | Thierry Neuville  | 9:09.8  | Thierry Neuville |
| 2 (13 maja) | SS6     | 15:09    | Barchetta – La Porta 2              | 23,24 km | odcinek odwołany  | -       | Thierry Neuville |
| 2 (13 maja) | SS7     | 16:17    | Taverna – Pont de Castirla 2        | 15,28 km | Thierry Neuville  | 9:07.6  | Thierry Neuville |
| 2 (13 maja) | SS8     | 17:40    | Erbajolo – Pont d'Altiani 2         | 25,15 km | Thierry Neuville  | 15:06.6 | Thierry Neuville |
| 3 (14 maja) | SS9     | 09:10    | Sarrola – Plage du Liamone 1        | 26,70 km | Jan Kopecký       | 17:29.4 | Thierry Neuville |
| 3 (14 maja) | SS10    | 10:43    | Marato – Acqua Doria 1              | 22,47 km | Thierry Neuville  | 13:15.6 | Thierry Neuville |
| 3 (14 maja) | SS11    | 13:47    | Bocognano – Bastelica 1             | 20,05 km | Thierry Neuville  | 13:24.7 | Thierry Neuville |
| 3 (14 maja) | SS12    | 15:10    | Marato – Acqua Doria 2              | 22,47 km | Thierry Neuville  | 13:13.3 | Thierry Neuville |
| 3 (14 maja) | SS13    | 18:48    | Bocognano – Bastelica 2             | 20,05 km | Jan Kopecký       | 13:19.2 | Thierry Neuville |
| 3 (14 maja) | SS14    | 20:10    | Sarrola – Plage du Liamone 2        | 26,70 km | Andreas Mikkelsen | 17:30.4 | Thierry Neuville |